# Верик, Вылем
Вы́лем Ве́рик, немецкий вариант — Вильгельм Верик (н.-луж.  Wylem Wěrik; нем. Wilhelm Wierik; 26 декабря 1910 года, деревня Ровне (Rohne), Нижняя Лужица, Германия — 26 января 1993 года, там же) — лужицкий художник и народный умелец. Отец нижнелужицких писательниц Ингрид Нагловой и Рожи Шенкарёвой.
Родился в 1910 году в крестьянской семье в нижнелужицкой деревне Ровне. Его отец погиб в Первой мировой войне, воспитывался своей матерью. Рисовать картины и заниматься народным творчеством начал в средней школе. Участвовал во Второй мировой войне. Воевал в Югославии. В 1946 году возвратился в родное село, где продолжил заниматься народным творчеством.
В начале 50-х годов XX столетия вступил в серболужицкую культурно-просветительскую организацию «Домовина». Организовал отделение Домовины в своём родном селе. За своё творчество в 1969 году награждён Почётным знаком Домовины.
В 1976 году вышел на пенсию. Скончался в 1993 году в родной деревне.